# Museo de Historia de la Fotografía de Cracovia
El Museo de Historia de la Fotografía de Cracovia, en idioma polaco Muzeum Historii Fotografii w Krakowie o Muzeum Historii Fotografii im. Walerego Rzewuskiego w Krakowie (en honor a Walery Rzewuski), es un museo de fotografía situado en Cracovia en Polonia que está dedicado a la historia de la fotografía.
Fue fundado el 31 de diciembre de 1986 en un edificio construido entre 1923 y 1925. Su exposición permanente incluye un recorrido por los antecedentes de la fotografía con ejemplares de cámara oscura y linterna mágica, una reconstrucción de un estudio fotográfico de finales del siglo XIX, un archivo de daguerrotipos, ambrotipos, ferrotipos, y fotografías estereoscópicas, una colección de cámaras fotográficas, los archivos del Vilnius Fotoclub de Polonia y un cuarto oscuro de los años veinte y treinta del siglo XX.
El museo es una institución cultural con un marco específico de tipo jurídico, económico y financiero que está organizado por el Ayuntamiento de Cracovia y supervisado por un consejo de diez miembros elegidos por el mismo. Dispone de una editorial propia, archivos y biblioteca.